# Crest Animation Studios
Crest Animation Studios est un studio d'animation indien. Créée en 1990 sous le nom de Crest Communications, l'entreprise a changé de nom en 2004 pour adopter son nom actuel, reflétant sa reconversion dans la production d'animation en images de synthèse pour le cinéma et la télévision.

## Histoire
L'entreprise est créée en 1990 sous le nom de Crest Communications et propose toutes sortes de services en matière de réalisation audiovisuelle, pour le cinéma et la télévision. Elle entre en bourse en 1995. En 2000, Crest Communications rachète un studio d'animation américain en difficulté, Rich Animation Studios, et en fait Crest Animation Productions, sa filiale américaine. L'entreprise se reconvertit progressivement dans l'animation jusqu'à changer de nom en 2004 pour devenir Crest Animation Studios. Crest Animation Studios produit ainsi en 2003 une série d'animation en images de synthèse pour la télévision, Piggly et ses amis, destinée initialement au marché américain, en partenariat avec le studio américain Mike Young Productions. Après trois ans de difficultés financières, l'entreprise commence à se rétablir en 2004. En 2010, via un partenariat avec Lionsgate, achève la réalisation d'un long métrage pour le cinéma, Alpha et Oméga, en images de synthèse et en relief,. Ce film est le premier de trois films d'animation prévus par le contrat qui lie Crest Animation Studios et Lionsgate.

## Filmographie

### Long métrage
- 2010 : Alpha et Oméga

### Série télévisée d'animation
- 2003 : Piggly et ses amis
- 2005 : Alien Bazar
- 2007 : Word World : Le Monde des mots
- 2007 : Monster Buster Club